# صفرشویی خودرو

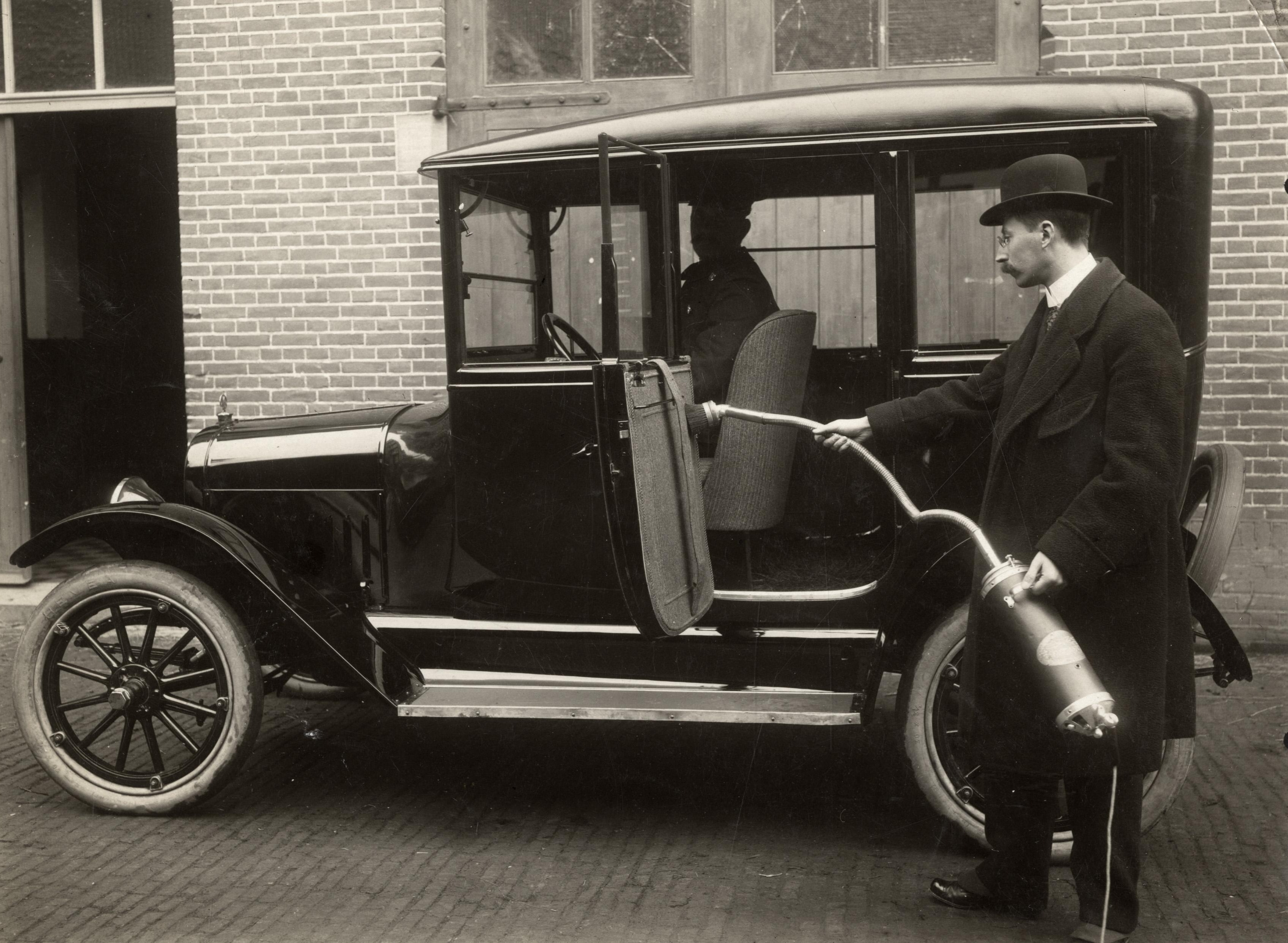
مردی در حال جاروبرقی داخل خودرو در هلند، ۱۹۱۶

صفرشویی یا دیتیلینگ خودرو فعالیتی است که خودرو را عمدتاً از نظر ظاهری و زیبایی، نه از نظر مکانیکی در بهترین وضعیت ممکن نگه می‌دارد، این امر با حذف هر دو آلاینده‌های مرئی و نامرئی از داخل خودرو و پولیش دادن سطح بیرونی بدون لک اولیه به دست می‌آید. خدمات پایه‌ای صفرشویی شامل شستشوی بیرونی و واکس، جاروکشی داخل، تمیز کردن شیشه‌ها و پولیش رنگ بدنه خودرو است.
تاریخچه صفرشویی
مطابق تصویر از اوایل قرن ۱۹ میلادی و همزمان با اینکه سال ۱۹۰۸ که فورد مدل تی توسط هنری فورد طراحی و ساخته شد اشتیاق برای نظافت سطوح خارجی و داخلی خودرو برای مالکین وسایل نقلیه وجود داشت. از همین نظافت‌های ابتدایی یا زدن محصولات براق و چرب (ساخت موم با چربی‌های حیوانی) می‌توان به عنوان شروع فرایند صفرشویی نام برد.
اما رفته رفته موضوع صفرشویی خودرو به یک مهارت کاملاً حرفه ای و تخصصی تبدیل شد و کارخانه ای تخصصی مختلفی در دنیا برای عرضه محصولات و تجهیزات صفرشویی ساخته شدند از اولین کارخانه‌های دنیا می‌توان به منزرنا (Menzerna)، مگوایرز (Meguiars) و تری ام 3M تنزی پرو صفرشویی اشاره کرد. در ایران هم یک سال بعد از انقلاب سال ۱۳۵۷ اولین کارخانه تولید پولیش به اسم جلاسنج تأسیس و شروع به فعالیت نمود.

## اجزای صفرشویی
صفرشویی خودرو بیشتر از یک فرایند تمیز کردن برای زیبا جلوه دادن یک وسیله نقلیه است، اما یک رویکرد سیستماتیک برای کمک به افزایش عمر آن با روش‌ها و محصولاتی است که عناصر مخرب محیطی مانند آلودگی، آفتاب، زمستان‌های سخت و غیره را کاهش می‌دهد. انجام صفرشویی خودرو مستلزم دانش تکنیک‌های مناسب و استفاده از ابزارها و محصولات است.
صفرشویی خودرو به‌طور کلی به دو دسته تقسیم می‌شوند: بیرونی و داخلی (یا کابین). محصولات و خدماتی وجود دارند که به‌طور خاص بر این دو حوزه تمرکز دارند.

### صفرشویی بیرونی
صفرشویی بیرونی شامل تمیز کردن و بازیابی یا فراتر از وضعیت اولیه سطح پوشش سرامیکی رنگ خودرو، کاور رنگی و شفاف PPF خودرو، تزئینات کرومی، پنجره‌ها، رینگ‌ها و لاستیک‌ها و همچنین سایر اجزای قابل مشاهده در نمای بیرونی خودرو است. طیف گسترده‌ای از محصولات و تکنیک‌های صفرشویی استفاده می‌شود، بر اساس نوع سطح خودرو و شرایط، یا خرده فروشان یا ترجیحات مشتریان. محصولات شامل، اما نه محدود به موارد زیر است: مواد شوینده، سورفکتانت‌ها، چربی زداهای بدون اسید (برای تجزیه کثیفی و خاک)، خمیر کلی بار (برای حذف آلودگی‌های سطحی رنگ)، واکس‌ها، موادهای‌های سیلیکونی و غیرسیلیکونی برای قسمت‌های پلاستیکی و لاستیکی. ترکیبات و پولیش برای لایه‌برداری بهبود انعکاس رنگ، و همچنین انواع سرامیک بدنه خودرو، برس‌ها و حوله‌های خشک‌کن.

### صفرشویی داخلی
صفرشویی داخلی شامل تمیز کردن عمیق کل کابین داخلی است. فضای داخلی خودرو در ۵۰ سال گذشته از مواد مختلفی مانند روکش فرش مصنوعی، وینیل، چرم، الیاف طبیعی مختلف، کامپوزیت‌های فیبر کربنی، پلاستیک و موارد دیگر تشکیل شده است که استفاده از انواع تکنیک‌ها و محصولات را ضروری می‌کند.